# Simona Szarková
Simona Szarková (* 2. Januar 1992 in Nové Zámky, Slowakei) ist eine slowakische Handballspielerin, die zur slowakischen Handballspielerin des Jahres 2021 gewählt wurde.

## Karriere

### Im Verein
Szarková begann das Handballspielen im Alter von sieben Jahren beim HKM Šurany und wechselte später zum HK Slovan Duslo Šaľa. Im Jahr 2014 wechselte die Rückraumspielerin zum tschechischen Erstligisten DHK Baník Most, mit dem sie 2015, 2016, 2017 und 2018 die tschechische Meisterschaft sowie 2015, 2016 und 2018 den tschechischen Pokal gewann. Szarková wechselte im Sommer 2018 zum norwegischen Erstligisten Storhamar Håndball, den sie noch im selben Jahr wieder verließ und am Jahresende 2018 einen Vertrag beim ungarischen Erstligisten Mosonmagyaróvári KC SE unterschrieb. Nachdem Szarková in der Saison 2021/22 für den ungarischen Erstligisten Siófok KC aufgelaufen war, schloss sie sich dem Ligakonkurrenten Kisvárdai KC an. Zur Saison 2023/24 wechselte sie zum polnischen Erstligisten MKS Zagłębie Lubin. Mit Zagłębie Lubin gewann sie 2024 sowohl die polnische Meisterschaft als auch den polnischen Pokal. Im Sommer 2024 kehrte sie zum DHK Baník Most zurück.

### In Auswahlmannschaften
Szarková lief für die slowakische Jugend- und die Juniorinnennationalmannschaft auf. In diesen Altersklassen nahm sie lediglich an der U-17-Europameisterschaft 2009 teil. Für die slowakische Nationalmannschaft lief sie bei der Europameisterschaft 2014 und bei der Weltmeisterschaft 2021 auf.